# Skilur
Skilur je bil pomemben skitski kralj, ki je vladal v 2. stoletju pr. n. št. Njegovo kraljestvo je obsegalo spodnja tokova rek Boristen in Hipanis ter severni del polotoka Krima, kjer je bila njegova prestolnica Skitski Neapolis. 
Skilur je vladal Tavrom  in nadziral starodavno trgovsko središče Pontske Olbija, kjer je koval svoj denar. Da bi pridobil prednost pred Hersonom, se je povezal s sarmatskim plemenom Roksolanov. Kot odgovor je Herson sklenil zavezništvo z Mitridatom VI. Pontskim. Skilur je umrl med vojno proti Mitridatu v odločilnemu spopadu za prevlado v pontskih stepah. Kmalu po njegovi smrti je Mitridat okoli leta 108 pr. n. št. premagal Skite. Skilur ali njegov sin in naslednik Palak sta bila pokopana v mavzoleju v Skitskem Neapolisu, v katerem so pokopavali od okoli  100 pr. n. št. do okoli 100 n. št.  
Psevdo-Plutarh v Izrekih kraljev in poveljnikov poroča o naslednji različici Ezopove bajke  Starec in njegovi sinovi: Skilur je na smrtni postelji vsakemu od svojih osemdesetih sinov ponudil sveženj puščic in mu ukazal, da ga zlomi. Ker to nobenemu ni  uspelo, je iz svežnja izvlekel po eno puščico, ki so jo vsi zlahka zlomili. Sinovom je želel sporočiti, da so v slogi močni, kot posamezniki pa šibki.

## Sklic
1. ↑  »Plutarch: Sayings of kings and commanders«. www.attalus.org. Pridobljeno 24. oktobra 2020.

## Vir
- Больша́я сове́тская энциклопе́дия (Celika sovjetska enciklopedija).